# Valnoctamide
Valnoctamide (INN, USAN) đã được sử dụng ở Pháp dưới dạng thuốc an thần - thôi miên từ năm 1964. Nó là một đồng phân cấu trúc của valpromide, một tiền chất axit valproic; Tuy nhiên, không giống như valpromide, valnoctamide không được chuyển thành axit tương đồng, axit valnoctic, in vivo.

## Chỉ định
Ngoài việc là một thuốc an thần, valnoctamide đã được điều tra để sử dụng trong bệnh động kinh.
Nó đã được nghiên cứu về chứng đau thần kinh vào năm 2005 bởi Winkler và cộng sự, với kết quả tốt: nó có tác dụng tối thiểu đối với sự phối hợp vận động và sự tỉnh táo ở liều hiệu quả, và dường như có hiệu quả tương đương với gabapentin.
RH Belmaker, Yuly Bersudsky và Alex Mishory đã bắt đầu một thử nghiệm lâm sàng về valnoctamide để điều trị dự phòng hưng cảm thay cho axit valproic gây quái thai nhiều hơn hoặc muối của nó.

## Tác dụng phụ
Các tác dụng phụ của valnoctamide chủ yếu là nhỏ và bao gồm buồn ngủ và suy giảm vận động nhẹ được đề cập ở trên.

## Tương tác
Valnoctamide được biết là tăng thông qua sự ức chế epoxit hydrolase nồng độ trong huyết thanh của carbamazepine-10,11-epoxide, chất chuyển hóa hoạt động của carbamazepine, đôi khi đến mức độc hại.

## Hóa học
Valnoctamide là một hợp chất chủng với bốn chất đồng phân lập thể, tất cả chúng đều được chứng minh là có hiệu quả hơn axit valproic trong các mô hình động kinh của động vật và một trong số đó [(2S,3S] -valnoctamide) được coi là tốt ứng cử viên của Isoherranen, et al. cho một thuốc chống co giật vào tháng 8 năm 2003.
Butabarbital có thể bị thủy phân thành Valnoctamide.